# Zaginiony sportowiec
Zaginiony sportowiec (ang. The Adventure of the Missing Three-Quarter) – opowiadanie Arthura Conana Doyle’a o przygodach Sherlocka Holmesa opublikowane w czasopismach The Strand Magazine (sierpień 1904, ilustracje Sidney Paget) i  Collier’s Weekly (listopad 1904, ilustracje Frederic Dorr Steele), później w zbiorze Powrót Sherlocka Holmesa (marzec 1905).
Inne tytuły polskich przekładów to: Zaginiony footbolista i Zaginiony skrzydłowy.

## Fabuła
W przeddzień meczu piłkarskiego zaginął prawy skrzydłowy Godfrey Staunton. Kapitan drużyny posądza drużynę przeciwnika o porwanie w celu wpłynięcia na wynik rozgrywek.
Wuj sportowca lord Mount-James jest bogaty, lecz bardzo skąpy, zatem porwanie dla okupu można wykluczyć.
Holmes i doktor Watson wyruszają do hotelu, w którym ostatni raz widziano Stauntona. Według portiera piłkarz opuścił hotel w pośpiechu, po otrzymaniu listu, przed wyjściem wysłał do kogoś inny list. Na poczcie Holmes zdobywa wiadomość, że list skierowany był do sławnego lekarza, dr. Armstronga. Jest to dziwne, gdyż Staunton znany był zawsze z dobrego zdrowia. Armstrong zapytany o przyczyny zasłania się tajemnicą zawodową.
Detektyw wpada na pomysł spryskania kół powozu Armstronga wyciągiem z anyżu. Przyjaciele śledzą powóz prowadzeni przez psa imieniem Pompejusz. W końcu odnajdują Stauntona, poznają przyczynę jego zniknięcia, którą musiał zachować w tajemnicy, z obawy przed wujem, a przy tym pozbawioną cech kryminalnych.  